# PGM-19 Jupiter
PGM-19 Юпітер (англ. PGM-19 Jupiter, до 1962 року носила позначення B-78 і SM-78) — одноступенева балістична ракета середньої дальності, розроблена в Сполучених Штатах у другій половині 1950-х років, друга після PGM-17 «Тор» БРСД в історії США. Вважається, що розміщення цих ракет в Італії та Туреччині на початку 1960-х років, викликало у відповідь реакцію СРСР, що привела до Карибської кризи.

## Історія

### Армійська програма
Розробка балістичної ракети середнього радіуса дії, здатної доставити ядерний заряд на відстань до 1600 км була розпочата Редстоунським ракетним арсеналом Армії США з ініціативи Вернера фон Брауна в 1954 році. Ракета розглядалася як подальший розвиток балістичної ракети малого радіусу дії PGM-11 Redstone в лінійці армійських балістичних ракет і призначалася для застосування в масштабах театру військових дій з метою ураження стратегічних тилів супротивника.
Початок розробки в 1955 році власної БРСД ВПС США PGM-17 Thor вплинув на хід армійської програми. Армія, побоюючись, що всі ракети дальньої дії будуть у результаті організаційно перепідпорядковані ВПС, об'єднала свою ракетну програму з флотом. У рамках проекту «Юпітер» передбачалося створити єдину балістичну ракету для корабельних і наземних пускових установок. В результаті, були встановлені жорсткі вимоги по габаритах майбутньої ракети.
У листопаді 1956 року, ВМФ США ухвалив рішення відмовитися від спільної програми «Юпітер». Рідинні ракети, після ретельного аналізу, були визнані занадто незручними та небезпечними для базування на кораблях. Замість них ВМФ ініціював роботи за програмою «Jupiter S» (створення твердопаливної ракети на основі «Jupiter»), згодом стала БРПЛ «Поларіс». Втративши підтримку ВМФ, армія здала позиції: наприкінці листопада 1956, рішенням міністра оборони армії було заборонено розробляти ракетну зброю радіусом дії більше 320 кілометрів. Далекобійні ракети були переведені у підпорядкування ВПС.

### Програма ВПС
Незважаючи на всі перипетії з перепідпорядкуванням, роботи за програмою йшли повним ходом. У листопаді 1955 був зібраний і успішно випробуваний ключовий елемент проекту — киснево-гасовий ракетний двигун Rocketdyne S-3D. З метою відпрацювання програми, її окремі елементи випробовувалися при пусках експериментальних ракет на базі «Redstone».
У березні 1956 року, корпорація «Крайслер» отримала офіційний контракт на всю лінію ракет «Jupiter». Перший прототип «Jupiter-A» — піднявся в повітря в березні 1956 року. Її швидко змінила нова, більш досконала експериментальна ракета «Юпітер-С» На ній відпрацьовувалися такі елементи конструкції, як відділювана головна частина і тепловий захист вхідної в атмосферу боєголовки, для чого «Юпітер-С» був зроблений триступінчатим: його головна частина мала кілька невеликих твердопаливних двигунів для імітації динамічних умов входу головної частини бойової ракети в атмосферу.

### Балістична ракета
Паралельно зі створенням космічного носія тривали роботи над бойовою ракетою. Хоча ВПС США не ставилися особливо уважно до армійської програмі «Юпітер», віддаючи явну перевагу власній PGM-17 Thor («Тор»), тим не менш, роботи над проектом було вирішено продовжити. У жовтні 1957 року відбувся перший пуск прототипу бойової ракети з позначенням SM-78. Випробування ракети пройшли порівняно вдало, з малим числом аварій, що контрастувало з не надто вдалими першими випробуваннями «Тора».
В результаті, 20 листопада 1957, ВПС США офіційно вирішили прийняти на озброєння обидві ракети. Хоча в 1957 році обмеження на розробку далекобійних ракет з армії були зняті, проте армійське командування не стало наполягати на поверненні ракет «Юпітер» під свою юрисдикцію. Серія успішних випробувань пройшла в 1958—1959 роках, але ряд складнощів політичного характеру затримав розгортання ракет майже на два роки.

## Конструкція
«Юпітер» була одноступеневою рідинною ракетою, з єдиним двигуном, що працює на гасі та рідкому кисні. Управління ракетою здійснювалося за допомогою інерціальної системи ST-90, розробленої фірмою «Ford».
Бойовий блок Mk 3 споряджений термоядерним зарядом типу W49 потужністю 1,44 Мт, був першою американською боєголовкою з абляційним тепловим захистом. Завдяки цьому ракета могла входити в атмосферу під великим кутом, що істотно покращувало її точність.
Важливою перевагою ракети «Юпітер» була її, принаймні відносна, мобільність. На відміну від «Тора», що стартував тільки з заздалегідь підготовлених позицій, «Юпітер» запускався з мобільної пускової установки. Батарея «Юпітер» складалася з трьох бойових ракет, до неї входили приблизно 20 важких вантажівок, включаючи цистерни з гасом і рідким киснем.
Ракета транспортувалася горизонтально, на спеціальній машині. Прибувши на місце розгортання, батарея встановлювала ракети вертикально і зводила навколо основи кожної ракети «навіс» з алюмінієвих листів. Таке укриття захищало персонал, що займався підготовкою до старту, і дозволяло обслуговувати ракети при будь-яких погодних умовах. Після установки ракета вимагала приблизно 15 хвилин для заправки, після чого була готова до запуску.

## Розгортання

### Позиції «Юпітерів» в Італії в 1961—1963 роках
У квітні 1958 року, після успішного завершення випробувань, Міністерство оборони США оголосило про намір розташувати три ескадрильї нових балістичних ракет у Франції. Передбачалося, що ракети доповнять вже розгорнений у Великій Британії арсенал з 60 балістичних ракет «Тор». Погіршення відносин між США і Францією червні 1958 року призвело до того, що президент Шарль де Голль відмовився розглядати питання про розміщення американських балістичних ракет у Франції.
Заплановане розгортання ракет довелося відкласти. У пошуках альтернативи ВПС США звернули увагу на південних союзників по НАТО — Італію та Туреччину. З військової точки зору обидві ці країни представляли собою навіть більш зручні позиції для передового розгортання ракет, ніж Франція: базуючись в Італії, ракети «Юпітер», маючи дальність польоту у три тисячі кілометрів, могли б тримати під прицілом стратегічні об'єкти не тільки на території союзників СРСР по Варшавському договору, але і в самому СРСР.
У 1959 році було досягнуто угоду з урядом Італії про розміщення на території країни двох ескадрилей — 865-й і 866-й, що раніше базувалися на військовій базі «Редстоун-Арсенал» (Хантсвілл, США). Для розміщення ракет була обрана авіабаза «Джіойя дель Колле» в південній Італії. Два ескадрони, кожен з яких мав 15 ракет, були спрямовані до Італії в 1959 році.
До складу кожної ескадрильї входило 15 бойових ракет, розділених на п'ять стартових батарей — приблизно 500 чоловік персоналу і 20 машин оснащення на кожну ракету. Десять батарей були розгорнуті на відстані в 50 км один від одної в 1961 році. Ракети перебували під офіційною юрисдикцією італійських ВПС і обслуговувалися італійським персоналом, хоча контроль за ядерними боєголовками та їхнє спорядження здійснювали американські офіцери. Ракетні батареї регулярно змінювали місця дислокації. Для кожної з них в 10 знаходилися поблизу селах були підготовлені склади пального і рідкого кисню, регулярно поповнюються і обслуговуються.
Плани розгортання передбачали передове базування 45 ракет. Позиція для останньої, третьої ескадрильї була обрана лише в жовтні 1959 року. Уряд Туреччини, побоюючись радянських претензій на протоки, підтримало американську ініціативу з розміщення ядерної зброї США в країні. 15 ракет були розташовані на 5 позиціях навколо Ізміру в 1961 році. Так само, як і в Італії, турецький персонал здійснював обслуговування ракет, але ядерні заряди контролювалися і споряджалися офіцерами США.
Розгортання ракет у Туреччині викликало сильне занепокоєння уряду СРСР. Маючи порівняно невеликий час підготовки до пуску (порядку 15 хвилин) і високу на ті часи мобільність, ракети могли завдати важкий удар по стратегічному тилу СРСР у разі початку військових дій. Прагнення СРСР парирувати розгортання американських ракет в підсумку призвело до ідеї розміщення ракет на Кубі і початку подій, відомих як Карибська криза.
У 1963 році, через дуже короткий час після постановки на бойове чергування, ракети були зняті з озброєння у відповідь на демонтаж радянських ракет на Кубі. ВПС США не заперечували проти списання БРСД, оскільки до цього моменту ВМФ США вже розгорнув БРПЛ «Поларіс», які більше підходили для передового базування і зробили «Юпітер» застарілим.

## Тактико-технічні характеристики
- Довжина: 18,3 м
- Діаметр: 2,67 м
- Стартова маса: 49 353 кг
- Навантаження: 750 кг
- Дальність стрільби: 2 410 км
- Тип системи управління: автономна інерціальна
- Точність (КВО): 1500 м
- Тип ГЧ: W49 — моноблочна, термоядерна
- Потужність заряду: 1,44 Мт
- Максимальна Висота траєкторії: 660 км
- Максимальна швидкість: 5140 м/с
- Кількість ступенів: 1
- Тип пального: гас RP-1
- Тип окислювача: рідкий кисень
- Маса пального: 13 796 кг
- Маса окислювача: 31 189 кг
- Двигун: ЖРД Rocketdyne S-3D
- Тяга ДУ на рівні моря: 67,5 т
- Час роботи основного двигуна: 2 хв 38 с
- Час роботи верньерного двигуна: 12 с